# Mariä Himmelfahrt (Egesheim)

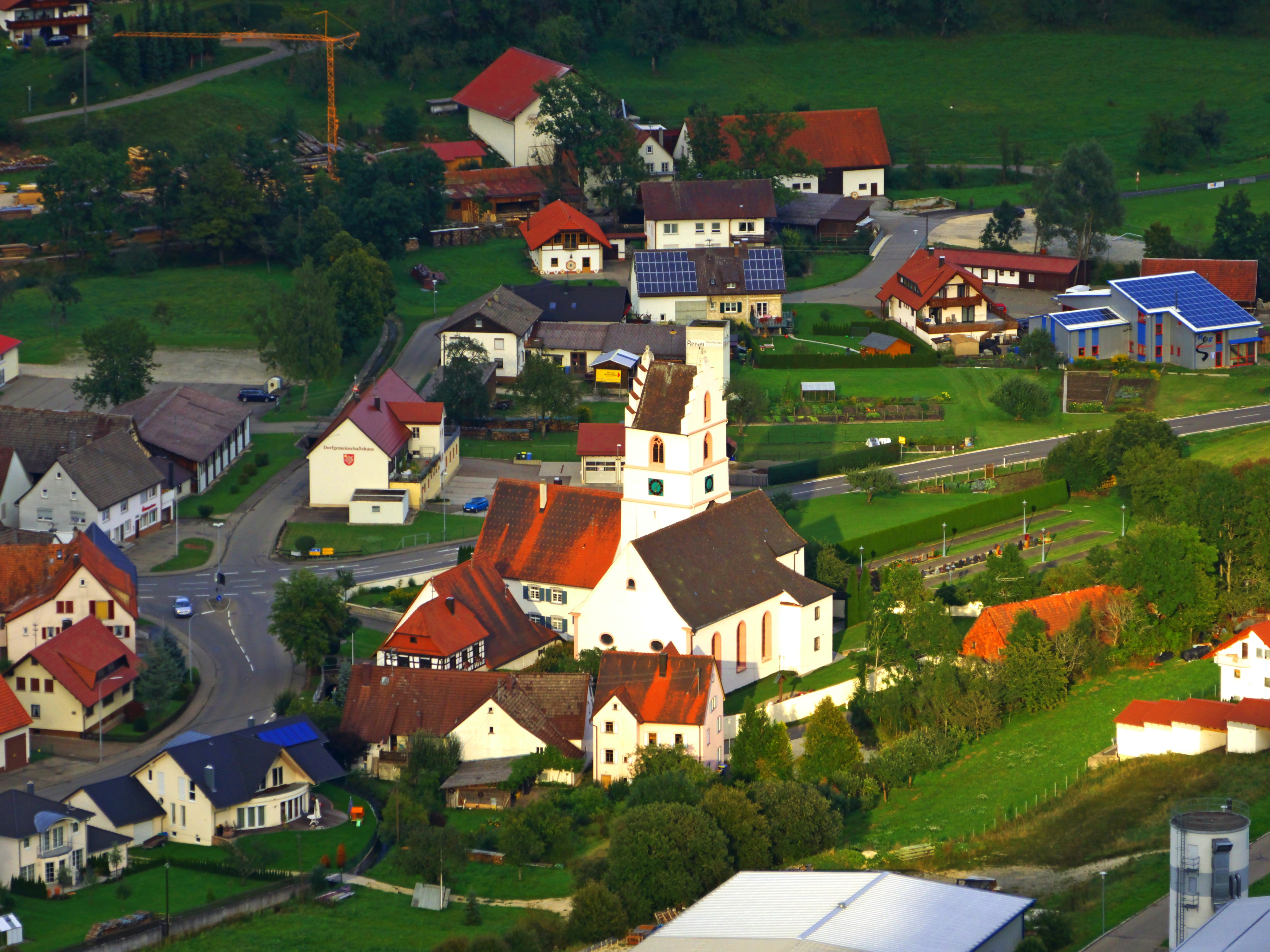
Mariä Himmelfahrt in Egesheim

Die römisch-katholische Pfarrkirche Mariä Himmelfahrt steht in Egesheim, einer Gemeinde im Landkreis Tuttlingen in Baden-Württemberg. Die Pfarrei gehört zum Dekanat Tuttlingen-Spaichingen der Diözese Rottenburg-Stuttgart. Die Kirche ist als Denkmal beim Landesamt für Denkmalpflege Baden-Württemberg eingetragen.

## Geschichte und Ausstattung
Die erste bekannte urkundliche Erwähnung Egesheims datiert auf den 29. Juni 770. An diesem Tag übergab ein gewisser Gundachar seinen gesamten Besitz in Egesheim an das Kloster St. Gallen. Diese Schenkung wird als Hinweis darauf gewertet, dass bereits zu dieser Zeit St. Galler Möchne in Egesheim präsent waren oder hier Fuß fassten.  Die geographische Lage von Egesheim als Knotenpunkt von drei Straßen regte dazu an, hier ein kleines religiöses Zentrum zu schaffen. Man nimmt an, dass sie ein romanisches Kirchlein an der Stelle errichteten, an der sich heute die Pfarrkirche Mariä Himmelfahrt befindet. Von hier aus wurden zunächst auch die umliegenden Orte Königsheim, Bubsheim und Reichenbach seelsorglich betreut.
Im Jahr 1232 übertrug die Freifrau von Schiltegg das Patronatsrecht über die Pfarrei Egesheim dem Kloster Beuron. 1412 bestätigte Wilhelm von Schiltegg diese Bindung, indem er die Kirche, das Pfarrhaus, das Patronatsrecht sowie die Vermögensverwaltung an die Augustiner-Chorherrenprobstei Beuron übergab. Von da an wurde die Pfarrei über mehrere Jahrhunderte hinweg von Beuron aus betreut. Diese Verbindung ermöglichte nicht nur die personelle Besetzung, sondern auch die finanzielle Absicherung der Pfarrei.
Im Jahr 1467 wurde mit Unterstützung des Klosters Beuron die heutige Kirche errichtet. Das bestehende romanische Kirchlein wurde zu einer gotischen Kirche umgebaut und am 2. September 1467 durch Weihbischof Thomas Waldner aus Konstanz geweiht.
1488 wurde die Filiale Bubsheim zur eigenständigen Kaplanei erhoben und 1615 zur selbständigen Pfarrei. Reichenbach folgte diesem Weg 1677. Die Seelsorge für Königsheim blieb bis ins 19. Jahrhundert bei Egesheim. 1857 wurde auch dieser Ort seelsorglich eigenständig.
Nach den Zerstörungen des Dreißigjährigen Krieges war die Pfarrei im 18. Jahrhundert wieder erstarkt. 1757/1758 wurde die Kirche umfassend renoviert und im Stil des Barock umgestaltet. Die einsturzgefährdeten gotischen Gewölbe wurden entfernt und eine Flachdecke eingezogen. Zwei neue Seitenaltäre kamen hinzu, während der gotische Hochaltar erhalten blieb. Die Stuckarbeiten der Barockisierung werden Joseph Anton Feuchtmayer zugeschrieben, der in dieser Zeit in der Klosterkirche in Beuron arbeitete. Die Deckenfresken und Kreuzwegstationen stammen von Ferdinand Dent, einem Maler aus Hechingen. Die barockisierte Kirche wurde am 2. September 1762 durch Weihbischof Karl Joseph Fugger konsekriert.
Im 19. Jahrhundert erfolgten mehrere Restaurierungen, darunter 1855 eine umfassende Erneuerung des Kircheninnenraums. Die Bilder wurden von dem Kunstmaler und Bildhauer Johann Nepomuk Meintel ausgebessert und überholt. Nach dem Übergang der Patronatsrechte an das Königreich Württemberg wurde Egesheim 1857 dem neu gegründeten Bistum Rottenburg zugeordnet. Weitere Renovierungen folgten zwischen 1881 und 1902, deren Ergebnisse allerdings später kritisch beurteilt wurden. In dieser Phase wurden unter anderem ein Steinteppichboden im Chorbereich verlegt und neue Glasfenster von Gnand nach Entwürfen von Fugel eingebaut.
1978 wurde eine neue Orgel mit 15 Registern als Opus 167 von Stehle Orgelbau errichtet und am 17. Dezember 1978 eingeweiht.
Am 3. September 1978 verursachte ein schweres Erdbeben erhebliche Schäden an der Kirche. In den Jahren 1980 bis 1981 wurde das Gebäude restauriert, dabei von früheren Übermalungen befreit und weitgehend in seinen ursprünglichen Zustand zurückversetzt. Die Deckengemälde aus dem 18. Jahrhundert wurden dabei wieder freigelegt, darunter das Bild „Mariä Krönung“ im Chorgewölbe. Es zeigt den Heiligen Geist in einer für die Zeit unüblichen Darstellung als Jüngling – ein Bildtypus, der zum Zeitpunkt der Entstehung bereits kirchlich verboten war.
In der Nacht des 8. November 1982 wurde eine wertvolle Barockmadonna gestohlen, die später durch eine Kopie ersetzt wurde. Als Reaktion darauf wurden Alarmanlagen in der Kirche sowie der Loretokapelle installiert. In den letzten Jahrzehnten wurden weitere Restaurierungsarbeiten und Sicherungsmaßnahmen an der Kirche vorgenommen. 
Der Chorflankenturm an der Nordseite des Chors, der quer mit einem Satteldach zwischen Staffelgiebeln bedeckt ist, enthält den Glockenstuhl mit sechs Glocken.
Seit 2007 gehört die Kirchengemeinde Mariä Himmelfahrt zur Seelsorgeeinheit Oberer Heuberg.